# Epe (plaats in Nederland)

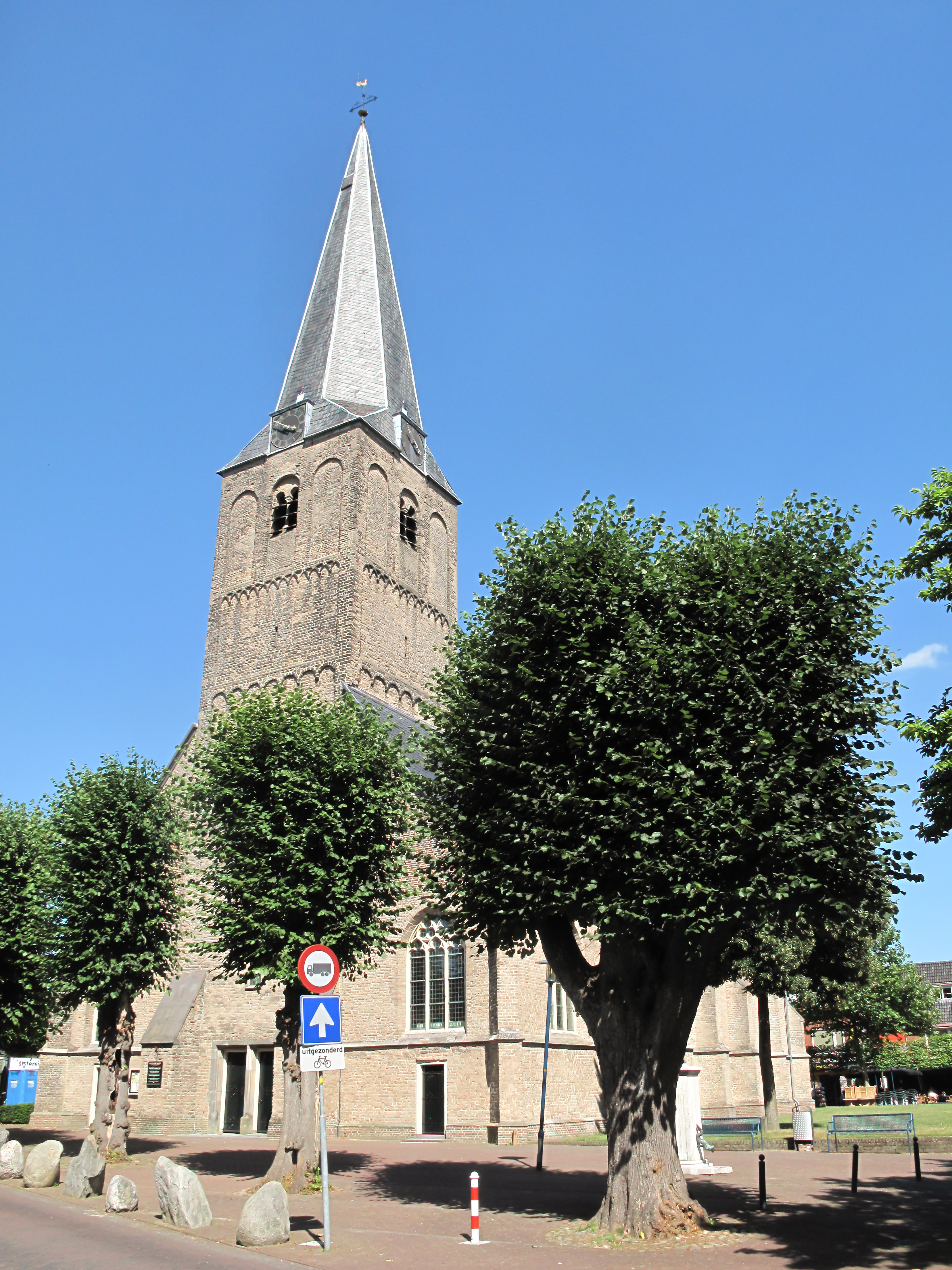
Epe, Grote Kerk

Epe (uitspraakⓘ) (Nedersaksisch : Eepe) is een plaats in de Nederlandse provincie Gelderland, in het noordoostelijke deel van de Veluwe. Het is de hoofdplaats van de gelijknamige gemeente, Epe, het gemeentehuis is er dan ook gevestigd. Het dorp heeft 15.670 inwoners.

## Geschiedenis
Voor het begin van de jaartelling was het gebied van de huidige gemeente Epe bewoond.
Er zijn veel prehistorische vondsten en aanwezige grafheuvels uit de nieuwe steentijd (4000-1700 voor Christus).
De naam Epe is volgens onder andere Van Berkel en Samplonius afgeleid van een vroeg-Germaans of misschien zelfs vóór-Germaans woord *apa, dat "waterloop" betekent. Het oudste document waarin de naam van het dorp "de Ape" voorkomt, dateert uit het jaar 1176.
Epe had van 2 september 1887 tot 8 oktober 1950 een spoorwegstation aan de Baronnenlijn tussen Apeldoorn en Zwolle, station Epe.
Vanaf 1966 werden de brommers van Tomos onder andere in Epe gebouwd. Tomos was de laatste bromfietsenfabrikant in Nederland; de productie werd er per december 2009 gestopt.

## Buurten en wijken in Epe
De buurten en wijken in Epe zijn:
- Vegtelarij (Epe-Zuid),
- Burgerenk (Epe-Zuid),
- Hoge Weerd (Epe-Noord)
- Het Hoge Land
- Klaarbeek
- Klimtuin (Epe-Zuid),
- De Haverkamp (Epe-Zuid),
- 't Gildenhoekje (Epe-Zuid).

## Attracties en evenementen
Sinds 2007 is er in Epe in december naast het gemeentehuis een ijsbaan te vinden: Epe on Ice. De organisatie van Epe on Ice bestaat uit een samenwerking van DSO en ijsbaan de Klaarbeek. De ijsbaan blijft ongeveer een maand staan. Elke zomer in juli vindt in het centrum van Epe een braderie plaats. Ook wordt er elk jaar het evenement E-pop gehouden.

## De Eper incestzaak
De Eper incestzaak is een van de grootste incestzaken in de Nederlandse geschiedenis, waarbij twee kinderen jarenlang door verscheidene personen seksueel zijn misbruikt. Mogelijk door traumatische herbelevingen beschuldigden de slachtoffers ook mensen die later door de rechter zijn vrijgesproken.

## Monumenten
Epe en de omliggende buurtschappen die onder Epe vallen kennen diverse rijksmonumenten, gemeentelijke monumenten en beelden:
- Lijst van rijksmonumenten in Epe (plaats).
- Lijst van gemeentelijke monumenten in Epe (plaats)
- Lijst van beelden in Epe

## Sport
In Epe werden de eerste Nederlandse kampioenschappen gravel georganiseerd. De wielerwedstrijden werden gewonnen door Demi Vollering en Tijmen Eising in 2021, en Marianne Vos en Coen Vermeltfoort in 2022.

## Geboren in Epe
- Rutger Dirk Bleeker (1920-2016), architect
- Carline Bouw (1984), roeister
- Sven van Doorm (1997), voetballer
- Warmold Albertinus van der Feltz (1824-1910), politicus en burgemeester
- Jacobus van der Feltz (1825-1904), politicus en burgemeester
- Esther Hart (1970), zangeres
- Johan G. Lammers (1941-2025), jurist
- Teun Mulder (1981), baanwielrenner
- Sander van Looy (1997), voetballer
- John Stegeman (1976), voormalig profvoetballer en huidig voetbalcoach
- Frans Slot (1909-1974), beeldend kunstenaar
- Adriaan Visser (1951), sportbestuurder, voorzitter PEC Zwolle
- Max van der Wissel (1906-1999), graficus, tekenaar en kunstschilder
- Aya Zikken (1919–2013), schrijfster

Dorpen: Emst · Epe · Oene · Vaassen

Buurtschappen: Boshoek · De Jonas (deels) · Dijkhuizen · Geerstraat · Gortel · Hanendorp · De Hegge · 't Laar · Laarstraat · Loobrink · Niersen · De Oosterhof · Schaveren · Tongeren · Vemde · Westendorp · Wijnbergen · Wissel · Zuuk

Gelderland: Steden en dorpen in Gelderland      Nederland: Provincies · Gemeenten